# Міляр Едуард Рафаїлович
Едуард (Едвард) Рафаїлович Міля́р (нар. 7 лютого 1939, Антоніни) — український живописець, графік, мистецтвознавець, поет; член Спілки художників України з 1993 року; Почесний доктор  Хмельницького національного університету, Почесний професор Хмельницької гуманітарно-педагогічної академії з 2002 року, академік Міжнародної академії фундаментальних основ буття.

## Біографія
Народився 7 лютого 1939 року в селі Антонінах (нині селище міського типу Хмельницького району Хмельницької області, Україна). 1963 року закінчив Вижницьке училище декоративно-прикладного мистецтва і з того ж року працював художнім керівником художніх майстерень у місті Старокостянтинові. Упродовж 1963–1964 років навчався в Московському художньо-педагогічному інституті (викладач Ю. Повитухін); 1969 року закінчив художньо-графічний факультет Смоленського педагогічного інституту (викладач В. Ласкін).
З 1969 року працював головним художником Республіканського музею у Душанбе. Упродовж 1989–1995 років працював у Хмельницькому мистецтвознавцем обласної організації Спілки художників України. З 1994 року очолював художню студію. Читає лекції з історії мистецтва та філософії. Нагороджений орденом «Знак Пошани», пам'ятною медаллю.
Живе у Хмельницькому, в будинку на Старокостянтинівському шосе № 8, квартира 5.

## Творчість
Автор живописних картин:
- «Хлібороби» (1974);
- «Гуцул» (1979);
- «Церква в Кам'янці-Подільському» (1982);
- «Ветеранам Поділля» (1984);
- «Хліб» (1986);
- «Золоте подружжя» (1986);
- «Козацький натюрморт» (1986);
- «Гине древній Ізяслав» (1986);
- «Будівництво Хмельницької АЕС» (1989);
- «Дівчина у вінку» (1990, полотно, олія);
- «Молодий гетьман» (1990);
- «Християнські реліквії старого Самбора» (1990);
- «Кам'янець-Подільська фортеця» (1991);
- «Древній Ізяслав» (1999);
- «Груші» (1999);
- «Християнські реліквії Західної Європи» (2005, полотно, олія);
- «Ізяслав — пам'ятка архітектури» (2006).

Окремі роботи художника зберігаються у Хмельницькому художньому музеї.
Брав участь у обласних, всеукраїнських, всесоюзних і зарубіжних мистецьких виставках з 1970 року. Персональні виставки відбулися у Хмельницькому у 1974, 1992, 1996, 2000—2003, 2005—2010 роках, Чернівцях у 1989 році, Меджибожі у 1992—1993 роках, Антонінах у 2008 році, Ізяславі у 2000—2001 роках, Шепетівці у 2005 році, Мілвокі у 2001 році, Києві у 2003 році, Острозі у 2005 році.
Відкрив 9 авторських картинних галерей, зокрема у Хмельницькому — у Національній академії прикордонних військ України, технологічному унівеситеті, на Хмельницькій атомній електростанції (усі у 2001 році) та гуманітарно-педагогічній академії (2002), Національному університеті «Острозка академія» (2005).
Автор збірки «Поезія. Поетика» (Хмельницький, 2000).